# Tân (Thiên can)
Tân là một trong số 10 can của Thiên can, thông thường được coi là thiên can thứ tám, đứng trước nó là Canh và đứng sau nó là Nhâm.
Về phương hướng thì Tân chỉ phương chính tây. Theo Ngũ hành thì Tân tương ứng với Kim, theo thuyết Âm-Dương thì Tân là Âm.
Thiên can gắn liền với chu kỳ sinh trưởng của thực vật. Tân tượng trưng cho sự khô héo của thực vật, đồng thời quả chín bị động vật (chim, thú) ăn và phát tán hạt ra các vùng đất mới, tạo tiền đề cho sự sống của thế hệ kế tiếp.
Năm trong lịch Gregory ứng với can Tân kết thúc là 1. Ví dụ 1971, 1981, 1991, 2001, 2011, 2021 v.v.

## Các can chi Tân
- Tân Sửu
- Tân Mão
- Tân Tỵ
- Tân Mùi
- Tân Dậu
- Tân Hợi